# Basho
Bashō, egentligen Matsuo Bashō (kanji: 松尾 芭蕉), född 1644 i Iga-provinsen i nuvarande Mie prefektur, död 1694 i Osaka, var en japansk poet som numera är känd som haikuns fader och den klassiska japanska haikuns främsta utövare - även om begreppet "haiku" myntades först 200 år senare. Vid denna tid kallades diktformen hokku, (発句 , "begynnelsevers").
Under sin livstid var han annars främst känd för sina renga, kedjedikter där flera författare turas om att skriva. Ofta var det han som skrev rengans första stycke, 'hokkun som angav temat och tonen och startade det kollektiva skapandet. Ur detta uppstod sedan den fristående "haikun".
Basho använde sin diktning även i reseberättelserna som han skrev om sina vandringar i Japan. Där varvade han en saklig prosa med dikter ("haibun").
Hans mest berömda verk är Oku no Hosomichi (japanska: 奥の細道, svensk översättning: "En färd i det inre av landet") som beskriver en vandring som Basho utförde med sin kompanjon Sora 1689.

## Barndom och ungdomsår

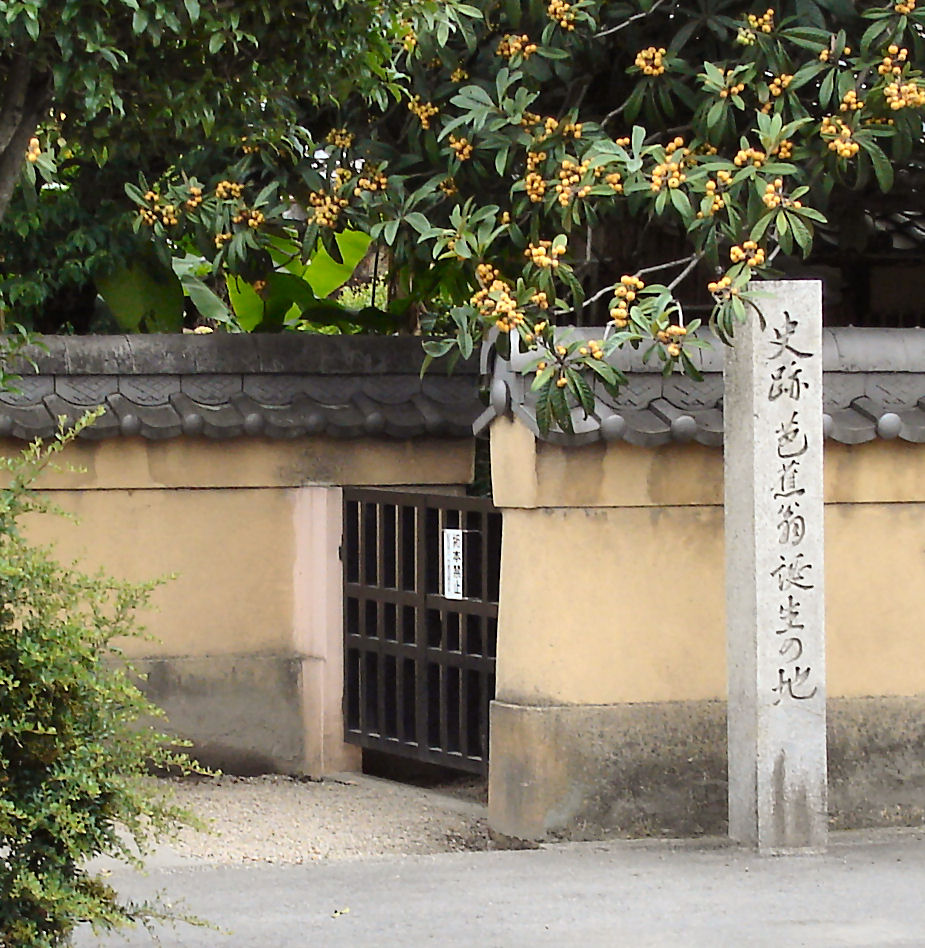
Bashos tänkta födelseplats i provinsen Iga

Basho föddes 1644, nära Ueno i provinsen Iga. Hans far kan ha varit en samuraj av låg rang. Detta skulle i så fall ha utgjort goda förutsättningar för en militär karriär, men dåliga utsikter för att bli känd. Traditionellt har biografier hävdat att Basho arbetade i kök. Men som barn blev han tjänare åt Todo Yoshitada, som delade Bashos kärlek till haikai no renga, en metod att samarbeta i komponerandet av poesi. Sekvenserna började med versformen 5-7-5 mora; denna vers benämndes tidigt hokku och senare haiku, när den lästes upp som ett självständigt verk. Hokku-versen skulle följas av en relaterande 7-7-vers som skulle skrivas av en annan poet. Både Basho och Yoshitada tog sig pseudonymer; Bashos var Sōbō (宗房), vilket helt enkelt var on'yomi-formen av hans vuxennamn Matsuo Munefusa (松尾 宗房). Det tidigaste av de ännu kända poemen av Basho publicerades 1662. 1664 tryckes två av hans hokku i en sammanställning, och 1665 komponerade Bashō och Yoshitada en renga med ett hundra verser, tillsammans med några bekanta.
När Yoshitada plötsligt dog 1666 tog Bashos fridfulla tjänarliv slut. Inga kända noteringar om den närmast följande tiden finns bevarade. Man tror att Basho lämnade hemmet och övergav möjligheten till samurajstatus. Bashos egna referenser till denna tid är vaga; han berättar att "en gång eftertraktade jag en officiell post som gav tillgång till lantegendom" och att "det fanns en tid när jag var fascinerad av homosexuell kärlek".

## Ett diktande liv
Han var osäker om han skulle bli en heltidspoet; med hans egna ord: "alternativen stred i mitt sinne och gjorde livet rastlöst". Hans obeslutsamhet kan delvis ha berott på att haikai no renga på den tiden hade ganska låg status och betraktades mer som en social aktivitet än som seriöst artisteri. Men hans poem fortsatte att publiceras i antologier 1667, 1669 och 1671. Han publicerade också en egen sammanställning av egna arbeten och andras i Teitoku-skolan, 1672. 
Detta år flyttade han till huvudstaden Edo, där han deltog i poetiska sammankomster och kom i kontakt med poeten Nishiyama Soin. Denne hade grundat Danrin-skolan, som en reaktion mot Teimon-skolan. Danrin utmärktes av ett betydligt vardagligare språk och ett helt annat sätt att associera och bilda metaforer.
Under sina första år i Edo gav Basho ut flera diktsamlingar som var präglade av Danrin-skolans vardagliga och skämtsamma stil. 
Det brukar räknas som en vändpunkt i Bashos diktning när han 1680 flyttade till Fukagawa i närheten av floden Sumidagawa. Vid sin bostad hade han ett bananträd, som han fått av sina lärjungar. Han var förtjust i sitt bananträd och tog sin pseudonym Basho efter detta träd ("basho" betyder bananträd).
Vid den här tiden kom Basho i kontakt med zen-buddhismen. Den kom att få en stor betydelse. De dikter han nu började skriva skiljde sig från Danrin-skolans skämtsamma stil och räknas som de första med Bashos egen nya stil, den så kallade sho-fu. Karaktäristisk för detta diktande är naturiakttagelser, en vemodig underton och en enkelhet i uttrycket.
Bashos bostad brann ner två år efter det att han flyttat till Fukagawa. Bostaden byggdes upp igen, men då hade Basho påbörjat sitt kringflackande liv, något som kom att bli en inspirationskälla för hans poesi.
Under resten av sitt liv bodde han tidvis i sin nya bostad vid bananträdet, men var ofta ute på långa fotvandringar.

## De sista åren
När Basho vintern 1691 återvände till sin hydda, hade hans lärjungar försett honom med ett tredje bananträd. Den här gången var han inte ensam. Han åtföljdes av en brorson och sin kvinnliga vän, Jutei, båda i konvalescens efter allvarliga sjukdomar.

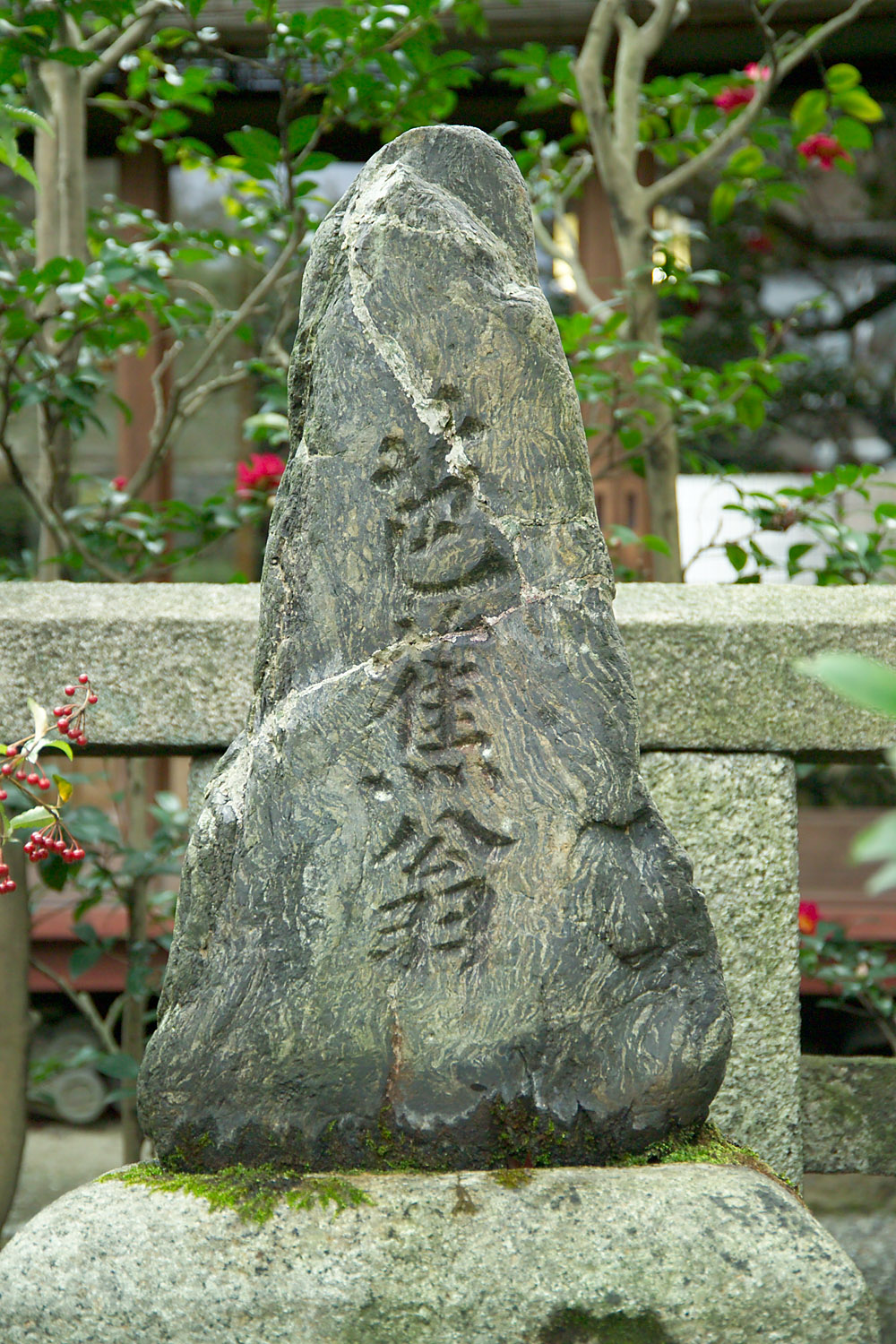
Bashōs grav i Ōtsu, Shiga

Bashō var inte tillfreds. Han fick många besökare och skrev till en vän "störd av andra, får jag ingen ro". Han undervisade som lärare fram till augusti 1693, när han stängde in sig i sin hydda och vägrade ta emot någon.
Bashō lämnade Edo för sista gången sommaren 1694 och färdades via Ueno och Kyoto till Osaka. Han insjuknade i en magåkomma och dog fridfullt, omgiven av sina lärjungar.  Trots det stilla insomnande skrev han ingen dödsdikt. Därför har följande dikt som han skrev under sin sjukdom kommit att ses som hans farväl:
tabi ni yande / yume wa kareno wo / kake meguru
I engelsk översättning:
falling sick on a journey / my dream goes wandering / over a field of dried grass (1694)
När han dog var han också ute på en vandringsfärd. Den skulle ha fört honom söderut till ön Kyushu. 

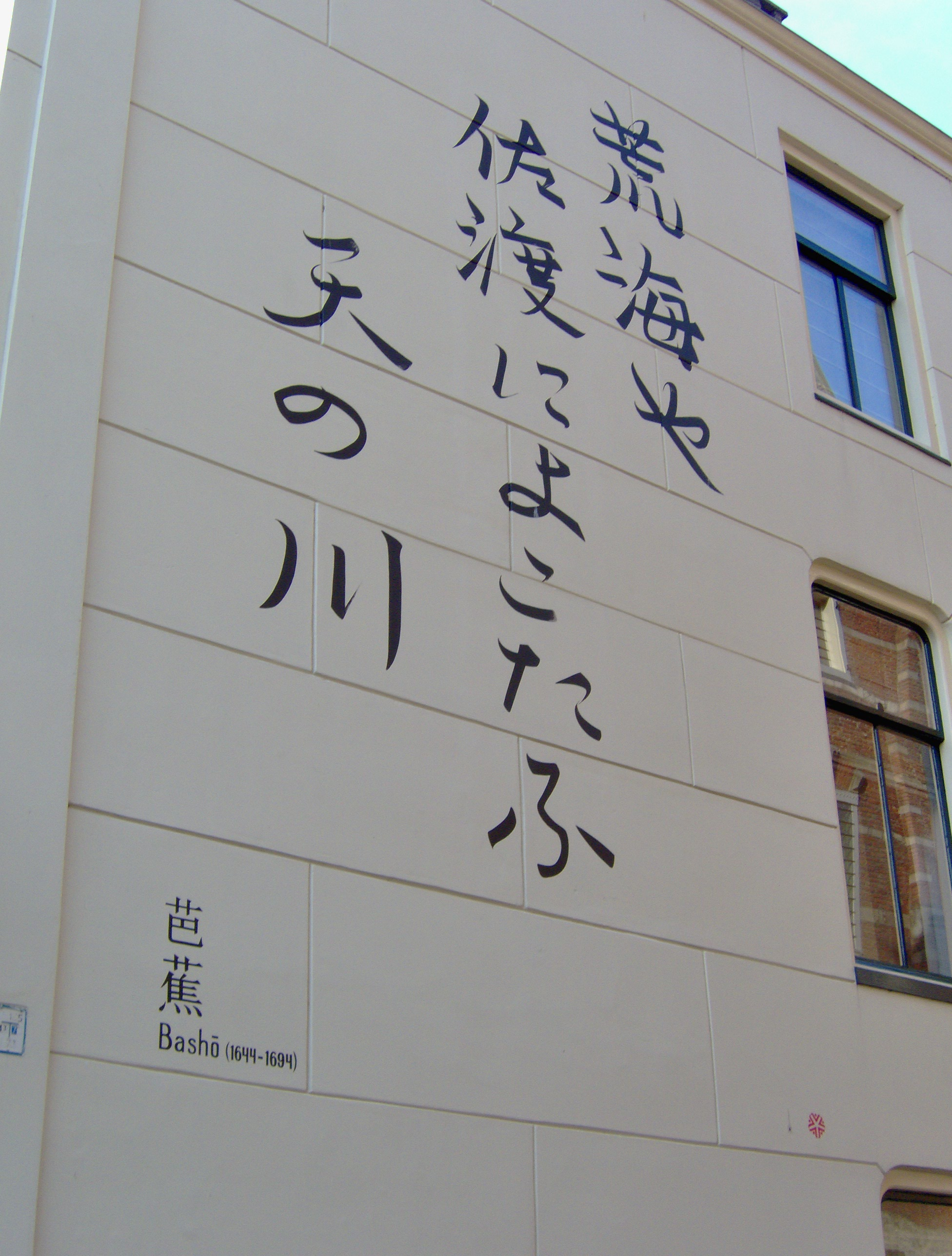
Bashos dikt Araumiya (Ett rasande hav) som väggdikt på Rapenburg 75, i hörnet av Nonnensteg i den nederländska staden Leiden.

## Översättningar till svenska
- Basho. Blommornas, fåglarnas och månens poet, tolkning till svenska från japanska av Bashōs samtliga hokku, med kommentarer av Lars Vargö. Carlsson Bokförlag 2018.
- Det väderbitna benranglet: haiku (urval och tolkning [från engelska och franska] av Rolf Aggestam) (FIB:s lyrikklubb, 1974). Ny upplaga: Tranan, 2010
- En färd i det inre av landet (Oku no hosomichi) (översättning Vibeke Emond) (Ellerström, 2004)
- "[Dikter]". I antologin Haiku och kamon: japanska miniatyrer (översättning Vibeke Emond och Cecilia Emond-Martinsson) (Pontes, 2004)

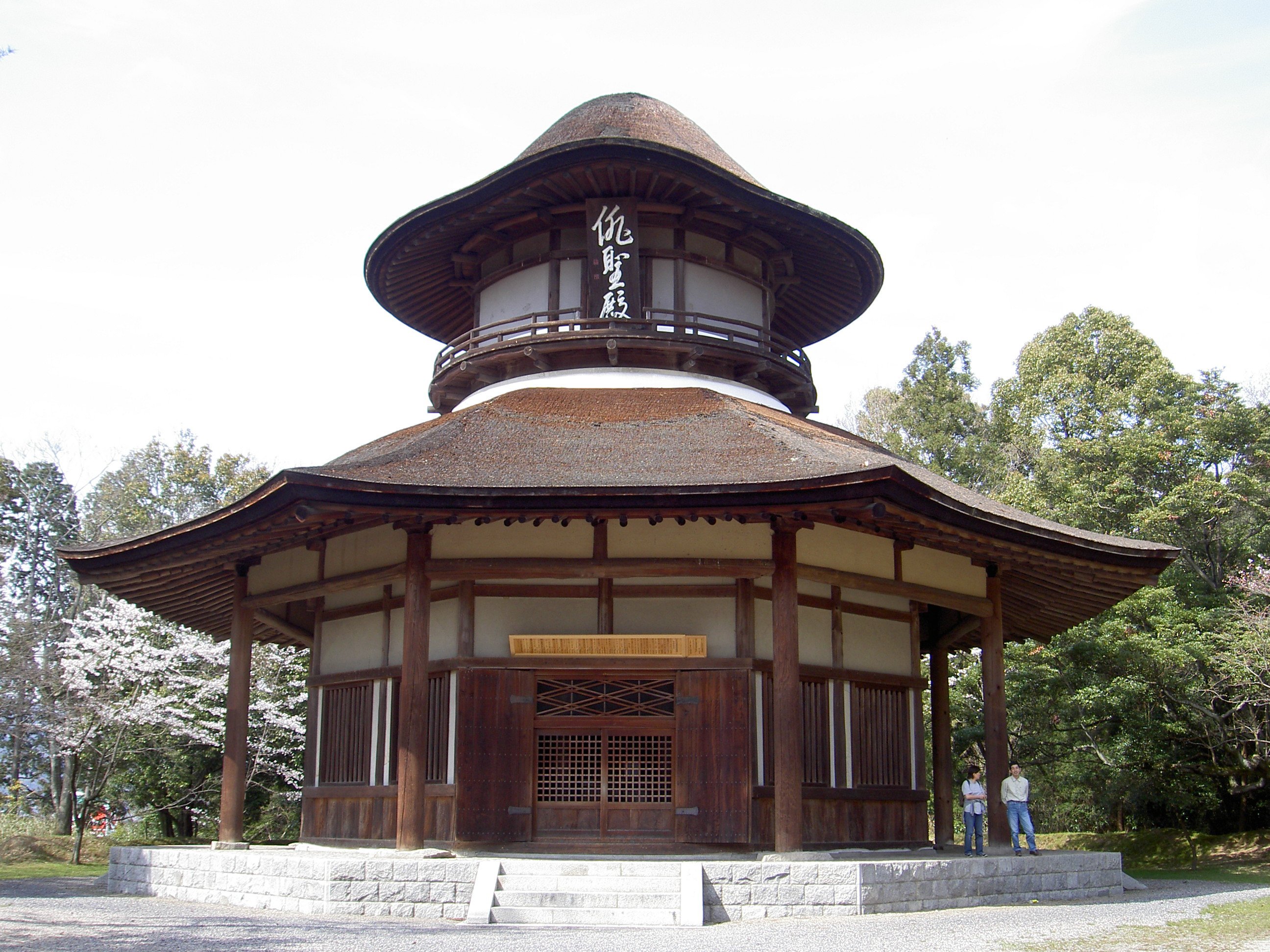
Haiseiden (japanska 俳聖殿, Poet's Memorial Hall) i Iga, Mie, som byggdes inför 300-årsdagen av Bashōs födelse.

## Eftermäle
Nedslagskratern Bashō på planeten Merkurius är uppkallad efter honom.